# Barkly River (Macalister River)
Der Barkly River ist ein Fluss im östlichen Gippsland im australischen Bundesstaat Victoria.

## Verlauf
Er entspringt unterhalb des Mount Kinty, einem Teil der Great Dividing Range in einer Höhe von 672 m am Zusammenfluss von Barkly River East Branch und Barkly River West Branch. Der 12,9 km lange östliche Quellfluss hat seine Quelle bei The Nobs Spur in einer Höhe von 1370 m, der westliche Quellfluss unterhalb des Mount McDonald in einer Höhe von 1440 m und ist 12,8 km lang.
Der Barkly River fließt zunächst nach Süden und biegt kurz vor seiner Mündung nach Osten ab. Er mündet nach 29,6 km in den Macalister River.

### Nebenflüsse
Auf seinem Weg nimmt er den von Osten  kommenden Nebenflüsse Sardine Creek, den von Westen kommenden Mount Skene Creek und kurz vor seiner Mündung in den Macalister River den von Norden kommenden Glencaim Creek auf.
Der Barkly River und seine Nebenflüsse liegen in größtenteils unbewohntem Bergland der Great Dividing Range. 8 km nördlich der Mündung in den Macalister River liegt am Nebenfluss Glencaim Creek die Kleinstadt Glencaim.